# Love Is No Crime
Love Is No Crime – trzeci studyjny album niemieckiego zespołu Bad Boys Blue. Został wydany 12 października 1987 roku przez Coconut Records. Album zawiera jeden międzynarodowy hit "Come Back And Stay". Album promowały dwa single: "Come Back And Stay" i "Gimme Gimme Your Lovin' (Little Lady)".

## Lista utworów
1. "Come Back And Stay" – 7:35[2]
2. "If You Call On Me" – 3:32
3. "Victim Of Your Love" – 4:29
4. "Love Is No Crime" – 3:35
5. "Gimme Gimme Your Lovin' (Little Lady)" – 3:49
6. "I Remember Mary" – 4:57
7. "Charlene" – 4:26
8. "Inside Of Me" – 4:34
9. "Why (Misty Eyes)" – 4:57
10. "Kiss You All Over, Baby (New Version)" – 4:12